# Вили Хеекс
Вили Хеекс (на германски Willi Heeks) е бивш пилот от Формула 1.
Роден на 13 февруари 1922 година в Моорлаге, Германия.

## Формула 1
Вили Хеекс прави своя дебют във Формула 1 в голямата награда на Германия през 1952 година. В световния шампионат записва 2 състезания, като не успява да спечели точки. Състезава се за отборите на АФМ и Веритас.